# برایان کلارک (بازیکن فوتبال، زاده ۱۹۴۳)
برایان کلارک (انگلیسی: Brian Clark; ۱۳ ژانویهٔ ۱۹۴۳ – ۱۰ اوت ۲۰۱۰) بازیکن فوتبال اهل بریتانیا بود.
از باشگاه‌هایی که در آن بازی کرده‌است می‌توان به باشگاه فوتبال نیوپورت کانتی، باشگاه فوتبال ای‌اف‌سی بورنموث، باشگاه فوتبال میلوال، باشگاه فوتبال هادرزفیلد تاون، باشگاه فوتبال بریستول سیتی، و باشگاه فوتبال کاردیف سیتی اشاره کرد.